# Podlesnik
Podlesnik je priimek več znanih Slovencev:
- Blaž Podlesnik (*1975), rusist, literarni zgodovinar, prof. FF UL
- Bogdan Podlesnik (*1961), šahovski mojster (drug?= pevec basist?)
- Branko Podlesnik, gradbenik, prof. VTŠ /MB (1968 ustanovil Laboratorij za preiskavo gradbenih materialov)
- Ivan Podlesnik (1881 - 1936?), gospodarski organizator, zadružnik, publicist
- Jan Podlesnik, biolog, živalski fiziolog
- Karmen Podlesnik Marčič, kulturna novinarka
- Ksenija Podlesnik - Xenia; Anu, pevka zabavne glasbe
- Lidija Podlesnik Tomášiková, muzikologinja
- Maks Podlesnik (1925 - 1996), udeleženec NOB, družbeni, politični in kulturni delavec (Velenje)
- Marjan Podlesnik,  maneken, akrobatski smučar, koreograf, podjetnik (+ 2008)
- Mateja Podlesnik, kustosinja MGML
- Mitja Podlesnik (um.i. Mark Zebra), pop pevec
- Nejc Podlesnik (*2000), odbojkar
- Tamara Podlesnik, literarna komparativistka, dr. teoretske psihoanalize ...
- Tomaž Podlesnik, trobentač
- Urša Podlesnik (*1984), odbojkarica
- Veronika Podlesnik (*1994), atletinja (skok v višino)